# Người Hadza
Người Hadza hoặc Hadzabe là một nhóm sắc tộc trong cộng đồng các dân tộc phía bắc miền trung Tanzania, nhóm người này sống xung quanh hồ Eyasi ở trung tâm Thung lũng Rift Đông Phi tiếp giáp với cao nguyên Serengeti. Dân số của người Hadza trước đây ước tính khoảng dưới 1000 người. Năm 2015 ước tính có khoảng 1.200 đến 1.300 người ở Tanzania .

## Tổ chức xã hội
Người Hadza sống bằng phương thức săn bắt và hái lượm, giống như tổ tiên của họ và hầu như không tiếp xúc với thế giới hiện đại bên ngoài. Họ đã sống ở vùng đất này khoảng 40.000 năm. Đây là một trong những bộ tộc cổ nhất của loài người, dù tiếp xúc với thế giới hiện đại nhiều năm nay, song họ hầu như không thay đổi, vẫn giữ gìn văn hóa, nếp sống cũ, họ vẫn sống phụ thuộc hoàn toàn vào rừng, chỉ săn bắn và hái lượm để sống. Họ không có thần linh, không có tộc trưởng, tù trưởng, lãnh tụ, không sở hữu tài sản riêng và quan hệ quần hôn.
Về bản năng tình dục và xu hướng lựa chọn đối tác chung sống của những người trong bộ tộc này, những người đàn ông của bộ tộc Hadza cho rằng phụ nữ giọng trầm giỏi hái lượm hơn, nhưng phần lớn lại thích những phụ nữ có giọng cao, trong khi đa số nữ giới cho rằng đàn ông có giọng nam trầm săn bắn giỏi hơn, đàn ông giọng thấp có khả năng sinh sản tốt hơn so với đàn ông có giọng cao nhưng chỉ vài phụ nữ cho rằng họ sẽ là những người chồng có trách nhiệm.
Bộ tộc này sống lang thang trên những đồng cỏ thành từng nhóm khoảng 30 đến 40 người. Dù những cánh đồng cỏ rộng mênh mông, đất đai phì nhiêu, song họ không trồng trọt, chăn nuôi. Hàng ngày, đàn ông đi săn, tìm mật ong và đàn bà đào củ, hái trái cây. Ăn hết thức ăn, đàn ông lại tổ chức đi săn. Họ không thực hiện trao đổi và cũng không tích trữ thứ gì. Khi phụ nữ Hadza bắt đầu cho con bú, thời gian dành cho hoạt động hái lượm, trồng trọt của họ giảm xuống. Đó là thời gian mà nam giới là nguồn cung cấp thức ăn và các dạng vật chất khác cho họ.

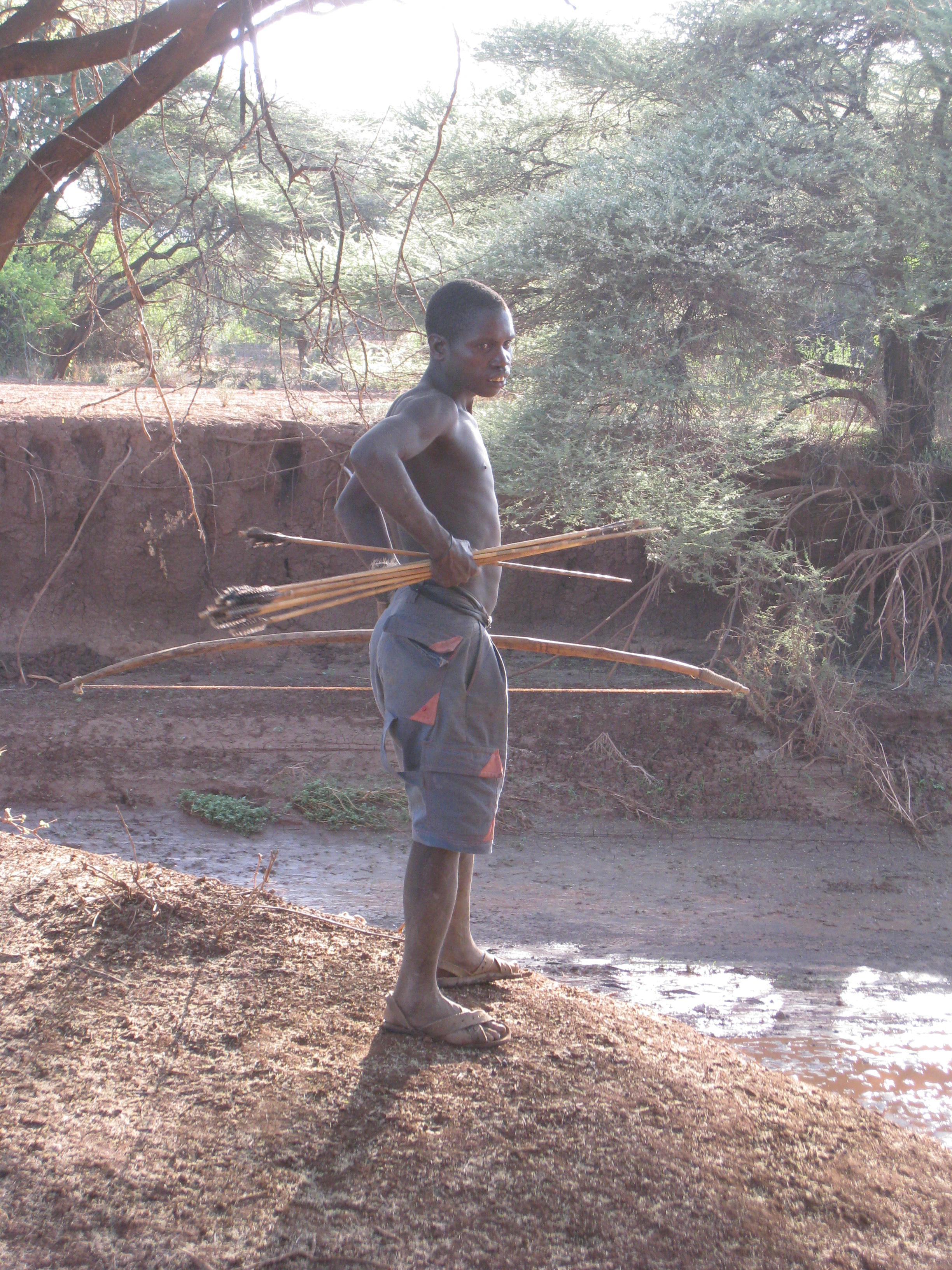
Đàn ông Hadza đi săn
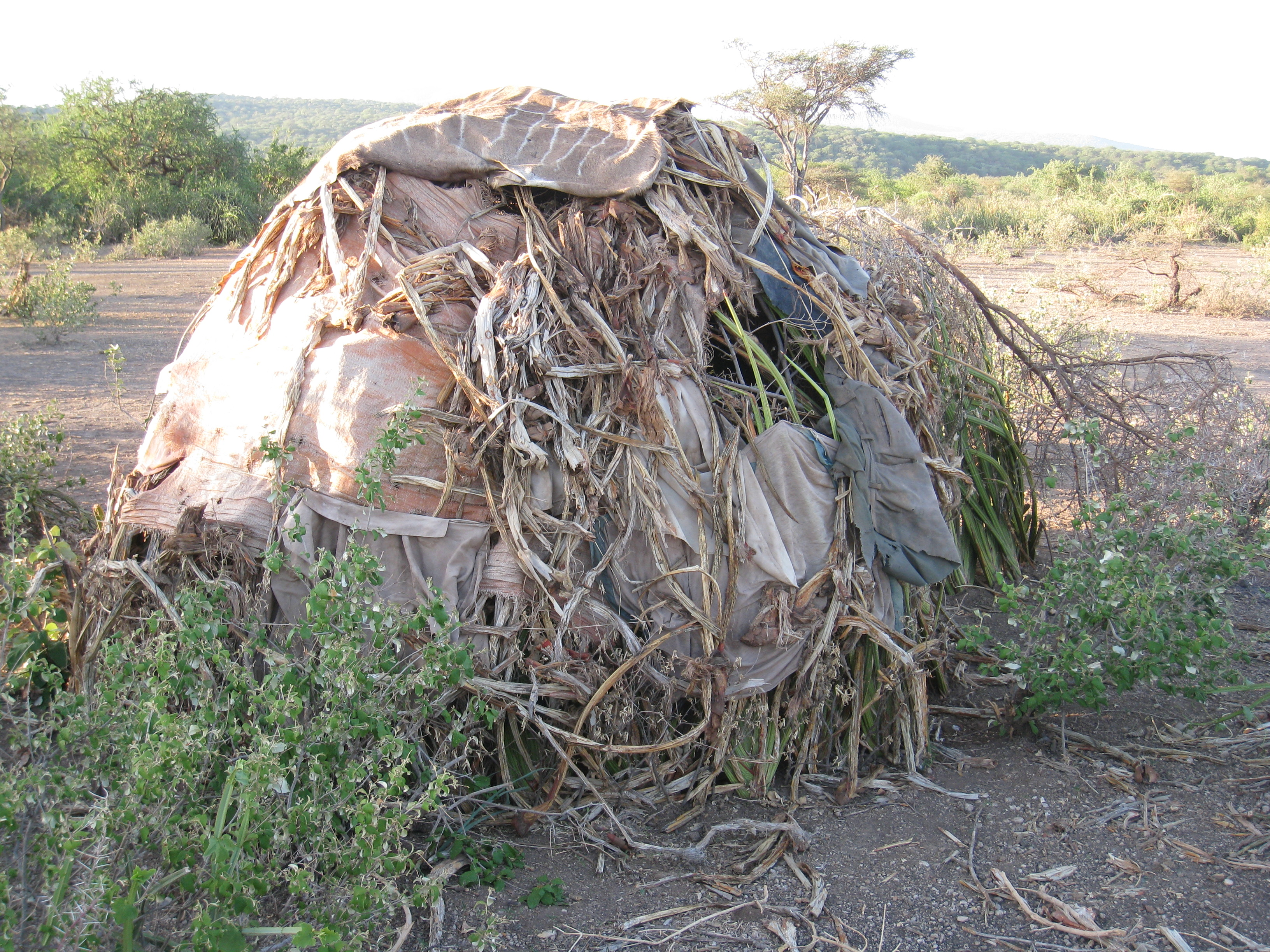
Một ngôi nhà của người Hadza
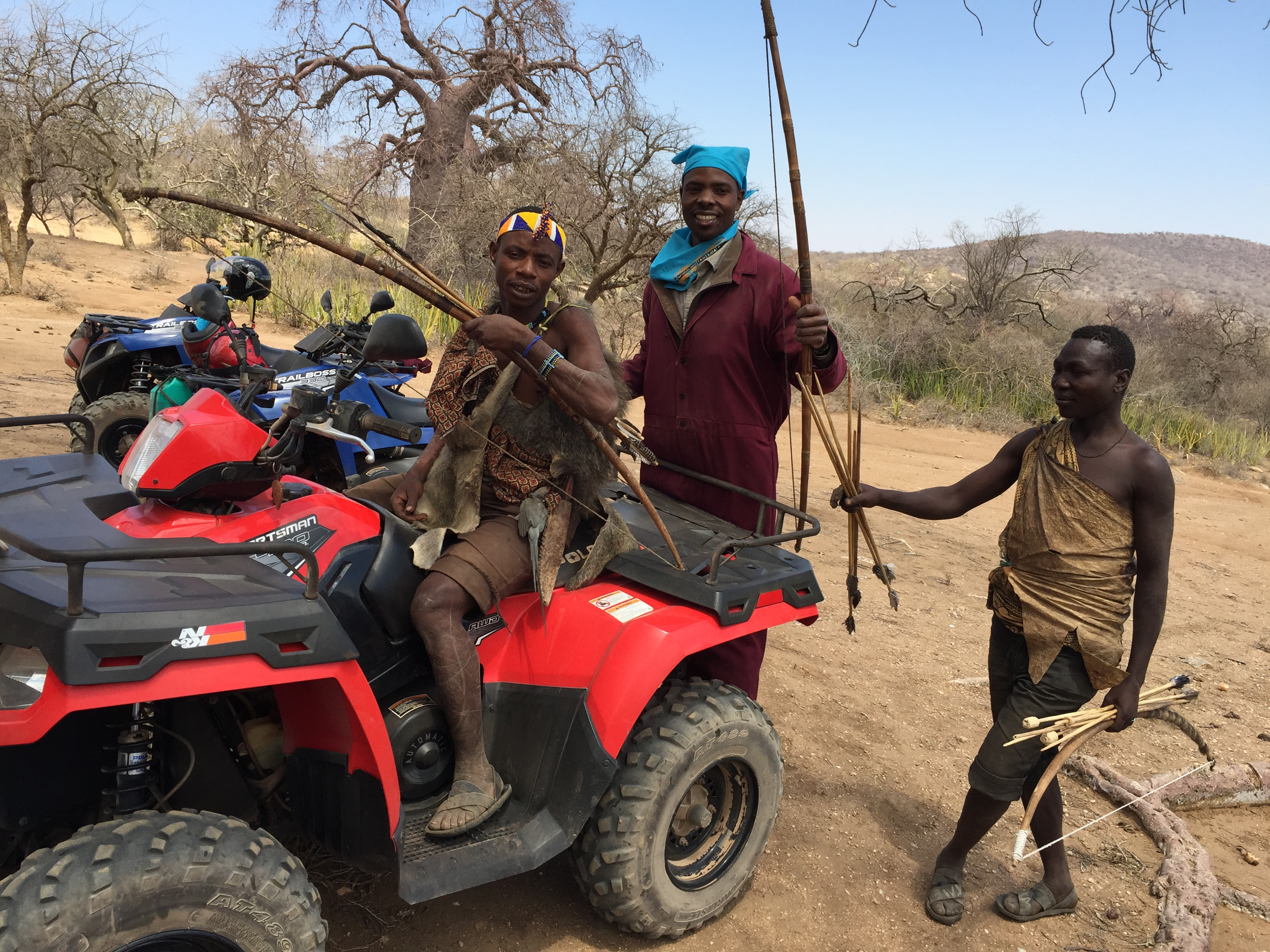
Hadza (2015)

## Bảo tồn
Chính phủ Tanzanie đã cố gắng tìm cách bảo tồn bộ lạc này trước nguy cơ tuyệt chủng bằng cách truyền bá cuộc sống văn minh. Tuy nhiên, mọi nỗ lực đều không thành công. Họ không sử dụng nhà xây do chính phủ cấp mà chỉ ở lều cỏ. Bếp ga, bếp than họ không dùng, cũng chẳng dùng cách đánh lửa của thế giới hiện đại, mà cứ dành cả buổi để lấy lửa từ đá.